# ГЕС Wuskwatim
ГЕС Wuskwatim — гідроелектростанція у канадській провінції Манітоба. Створена на маршруті деривації ресурсу між річками Черчилл та Нельсон, які обидві відносяться до басейну Гудзонової затоки.
У другій половині 20 століття на Нельсоні, що дренує озеро Вінніпег, почалось створення потужного каскаду ГЕС. Для збільшення виробітку сюди ж вирішили подати додатковий ресурс із середньої течії річки Черчилл, сточище якої лежить далі на північний захід. Для цього на виході Черчилл з Соузерн-Індіан-Лейк в районі Міссі-Фолс обидві її протоки перекрили греблями. У північній розташувалась кам'яно-накидна споруда висотою 11 метрів та довжиною 262 метри, тоді як в південній звели бетонну секцію з пристроями для перепуску води довжиною 95 метрів, до якої праворуч прилягає земляна ділянка. Створений ними підпір призвів до появи водосховища з припустимим коливанням рівня у операційному режимі між позначками 256,9 та 258,3 метра НРМ.
Від однієї з заток сховища на південь проклали канал довжиною 9,3 км та шириною 61 метр, який перетинає водорозділ з річкою Рет (ліва притока Burntwood, котра в свою чергу впадає ліворуч до Нельсон перед ГЕС Keeyask). Нижче по течії Рет за кілька кілометрів по виходу з озера Нотігі перекрили кам'яно-накидною греблею висотою 40 метрів та довжиною 244 метри, праворуч від якої облаштували бетонну водопропускну структуру довжиною 49 метрів. Разом з бічною глиняною дамбою висотою 8 метрів та довжиною 183 метри вони перетворили ділянку Рет довжиною біля сотні кілометрів у водосховище з припустимим коливанням рівня між позначками 254,2 та 258,3 метра НРМ (тобто з таким саме максимальним рівнем, як у Соузерн-Індіан-Лейк, проте більшим діапазоном коливання). Гребля Нотігі дозволяє регулювати подальший відпуск води зі сховища Рет на потреби каскаду на Нельсоні.
У 2012 році на цій дериваційній трасі спорудили ГЕС Wuskwatim. Для цього Burntwood нижче від впадіння Рет перекрили земляною/кам'яно-накидною греблею висотою 14 метрів, довжиною 330 метрів та шириною по гребеню 9 метрів. В її центральній частині знаходиться бетонна ділянка довжиною 205 метрів, котра включає машинний зал та три водопропускні шлюзи. Основне обладнання станції становлять три пропелерні турбіни загальною потужністю 211 МВ, які використовують напір у 22 метри.
Видача продукції відбувається по ЛЕП, що працює під напругою 230 кВ.
Можливо також відзначити, що вище по течії Черчилл від Соузерн-Індіан-Лейк працює ГЕС Ісланд-Фолс.